# يلان نويل
يلان نويل (بالإنجليزية: Y'lan Noel)‏ (من مواليد 19 أغسطس 1988) ممثل أمريكي. اشتهر بتصوير دانيال كينغ في مسلسل HBO التلفزيوني غير آمن (2016 إلى الوقت الحاضر). لعب دورًا رئيسيًا في فيلم الرعب التطهير الأول لعام 2018.

## روابط خارجية
- يلان نويل على موقع IMDb (الإنجليزية)
- يلان نويل على موقع ألو سيني (الفرنسية)
- يلان نويل على موقع قاعدة بيانات الفيلم (الإنجليزية)

- يلان نويل في قاعدة بيانات الأفلام على الإنترنت